# Sandra Gregory
Sandra Gregory, född 1965, är en brittisk författare. Hon är mest känd för att ha blivit fängslad för att ha försökt smugglat heroin från Thailand. Om denna händelse skrev hon senare dokumentärromanen Glöm att ni har en dotter (2002, sv. 2003).